# 草屯端
草屯端位於臺灣南投縣草屯鎮，為臺灣台63線指標19公里處的交流道，連接台14乙線，也是台63線之終點。可前往台76線中興系統交流道、國道三號中興交流道。
|            | 出口 草屯端 | 快速公路       | 快速公路 |
| 中興交流道 | 出口 草屯端 |                |          |
|            | 出口 草屯端 | 南投 芬園 彰化 |          |